# Sam Phillips (musicista)
Sam Phillips o Leslie Ann, pseudonimo di Leslie Ann Phillips (Glendale, 28 gennaio 1962), è una cantautrice, compositrice e attrice statunitense.

## Biografia
La musicista Sam Philips è nata col suo nome intero Leslie Ann Philis a Glendale il 28 gennaio 1962.  Ha pubblicato otto album tra cui l'acclamato Martinis e bikini nel 1994. Ha anche composto colonne sonore per la televisione come Gilmore Girls e Bunheads. Nel 1995 ha esordito come attrice nel film Die Hard - Duri a morire, in cui interpreta la terrorista muta Katya. La sua canzone When I fall è presente nella colonna sonora di due film: Una cena quasi perfetta e La bussola d'oro.

## Discografia

### Album studio
come Leslie Phillips
- 1983 - Beyond Saturday Night
- 1984 - Dancing with Danger
- 1985 - Black and White in a Grey World
- 1987 - The Turning (successivamente pubblicato su CD come Sam Phillips)

come Sam Phillips
- 1988 - The Indescribable Wow (Virgin Records)
- 1991 - Cruel Inventions (Virgin Records)
- 1994 - Martinis and Bikinis (Virgin Records)
- 1996 - Omnipop (It's Only a Flesh Wound Lambchop) (Virgin Records)
- 2001 - Fan Dance (Nonesuch Records)
- 2004 - A Boot and a Shoe (Nonesuch Records)
- 2008 - Don't Do Anything (Nonesuch Records)
- 2011 - Cameras in the Sky

### Raccolte
- 1987 - Recollection
- 1998 - Zero Zero Zero (Virgin Records)
- 2008 - The Disappearing Act 1987-1998

### EP digitali
- 2009 - Hypnotists in Paris (Eden Bridge Music)
- 2009 - Cold Dark Night
- 2010 - Magic for Everybody
- 2010 - Old Tin Pan
- 2010 - Days of the One Night Stands